# Cheng Pei-pei
Cheng Pei-pei (Shanghai, 6 januari 1946 – San Francisco, 17 juli 2024) was een Chinese actrice. In 2000 speelde ze Jade Fox in Ang Lees Crouching Tiger, Hidden Dragon.

## Korte biografie
Cheng studeerde ballet en dans. Niet lang daarna trad ze in dienst bij de Shaw Brothers-filmstudio, waar ze kleine rolletjes in musicals en drama's speelde. De toen nog onbekende regisseur King Hu vroeg haar voor een rol in zijn film Come Drink with Me (1966). Daarna speelde ze nog in vele zwaardvechters- of wuxia-films uit de jaren 60. Ze stond dan ook bekend als The Queen of Swords.
Actrice Eugenia Yuan en zangeres-danseres Marsha Yuan Ji Wai zijn dochters van haar. Ze woonde in Los Angeles, Californië.
Cheng overleed op 17 juli 2024 op 78-jarige leeftijd. Bij Cheng werd in 2019 corticobasale degeneratie vastgesteld.

## Filmografie
- Lover's Rock (1964)
- The Lotus Lamp (1965)
- Song of Orchid Island (1965)
- Come Drink with Me (1966)
- Princess Iron Fan (1966)
- Blue Skies (1967)
- The Dragon Creek (1967)
- Hong Kong Nocturne (1967)
- Operation Lipstick (1967)
- The Thundering Sword (1967)
- Golden Swallow (1968)
- The Jade Raksha (1968)
- That Fiery Girl (1968)
- Dragon Swamp (1969)
- The Flying Dagger (1969)
- The Golden Sword (1969)
- Raw Courage (1969)
- Brothers Five (1970)
- Lady of Steel (1970)
- The Lady Hermit (1971)
- The Shadow Whip (1971)
- None but the Brave (1973)
- Whiplash (1974)
- All the King's Men (1983)
- Painted Faces (1988)
- Flirting Scholar (1993)
- Kidnap Of Wong Chak Fai (1993)
- From Zero to Hero (1994)
- The Gods Must Be Funny in China (1994)
- Kung Fu Mistress (1994)
- Lover's Lover (1994)
- Wing Chun (1994)
- How to Meet the Lucky Stars (1996)
- Four Chefs and a Feast (1999) (cameo)
- A Man Called Hero (1999) (cameo)
- The Truth about Jane and Sam (1999)
- Fist Power (2000)
- Crouching Tiger, Hidden Dragon (2000)
- Lavender (2000) [cameo]
- The Legend of Black Mask (2001)
- Shadow Mask (2001)
- Flying Dragon, Leaping Tiger (2002)
- Naked Weapon (2002)
- Sex and the Beauties (2004)
- The Miracle Box (2004)
- Lilting (2014)
- Mulan (2020)

- Biblioteca Nacional de España: XX5596149
- Bibliothèque nationale de France: cb142147005 (data)
- Catàleg d'autoritats de noms i títols de Catalunya: 981061102407706706
- Gemeinsame Normdatei: 1073552896
- International Standard Name Identifier: 0000 0000 6659 6928
- Library of Congress Control Number: no2006015663
- Nationale bibliotheek van Australië: 40633124
- Nederlandse Thesaurus van Auteursnamen: 330525875
- Système universitaire de documentation: 087930552
- Trove: 1448455
- Virtual International Authority File: 95084477
- WorldCat: E39PBJhxqbC8WxCqJRkyTCfXh3